# Collection de la maison d'Orléans

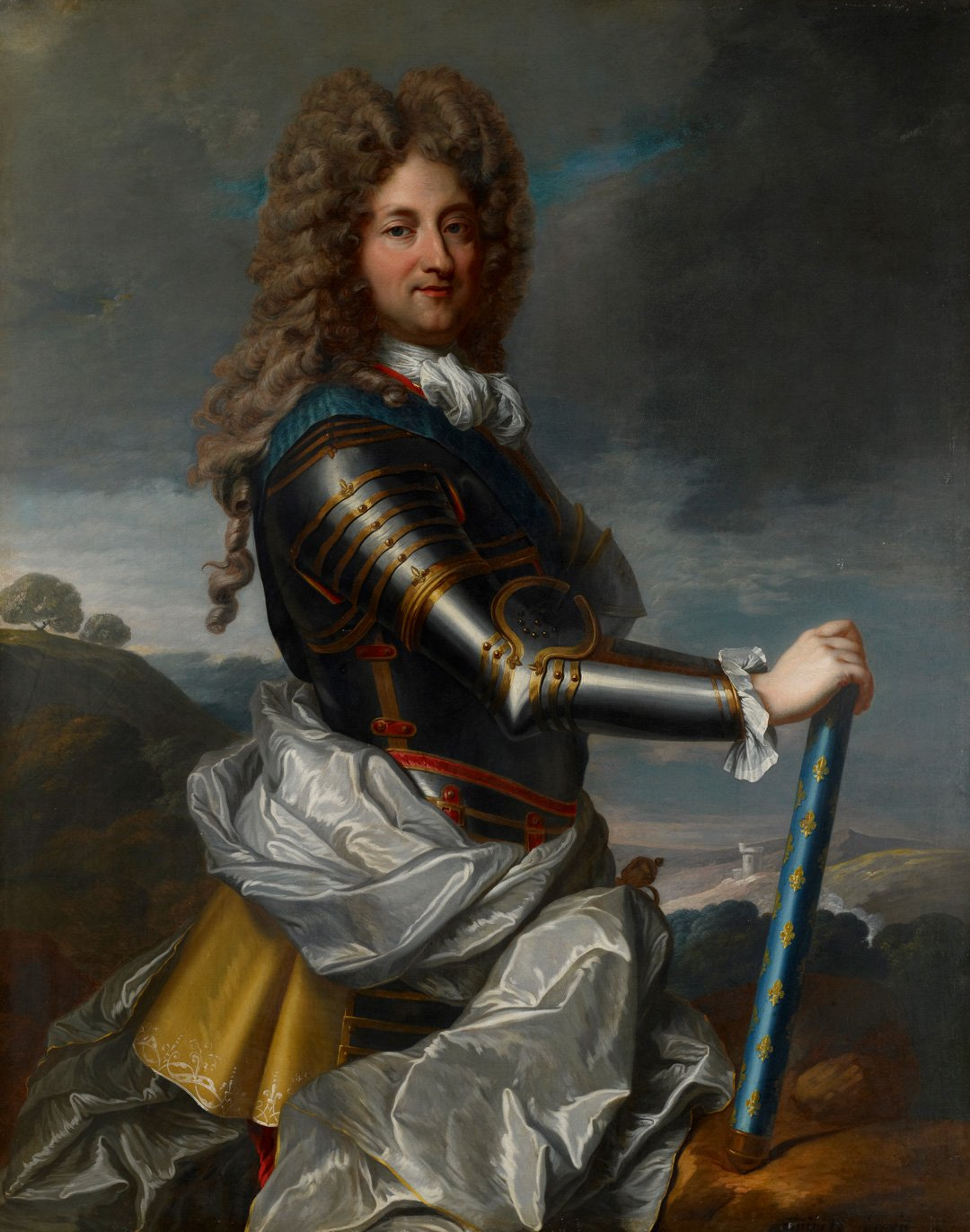
Philippe, duc d'Orléans, fondateur de la collection, portrait en régent de France par Jean-Baptiste Santerre.

La collection de la maison d’Orléans (ou « collection d'Orléans ») est une ancienne collection de près de 500 tableaux formée par le prince et régent du Royaume de France, Philippe d'Orléans (1674-1723), et destinée à orner les galeries de sa principale demeure, le Palais-Royal. 
En dehors des collections royales nationalisées en Europe continentale, elle reste sans doute en Occident l'une des plus importantes collections de peintures aux mains d'une personne privée. Elle fut liquidée à partir de 1788 puis dispersée. Grâce à deux inventaires dont elle a été l'objet, le contenu en est parfaitement connu et la plupart des tableaux ont été identifiés, mais de nombreux mystères demeurent. 
L'histoire de ces tableaux, de leurs origines et de leurs destins, témoigne du statut de l'œuvre d'art et du marché de l'art sous l'Ancien Régime et à la fin du XVIIIe siècle. Cette collection s'insère entre deux périodes de l'histoire où les collections d'art étaient les plus sujettes aux perturbations et à la dispersion, le milieu du XVIIe siècle et l'époque pré- et post-révolutionnaire, qui donna lieu à d'importants trafics.

## Contexte

### Le Régent amateur de tableaux

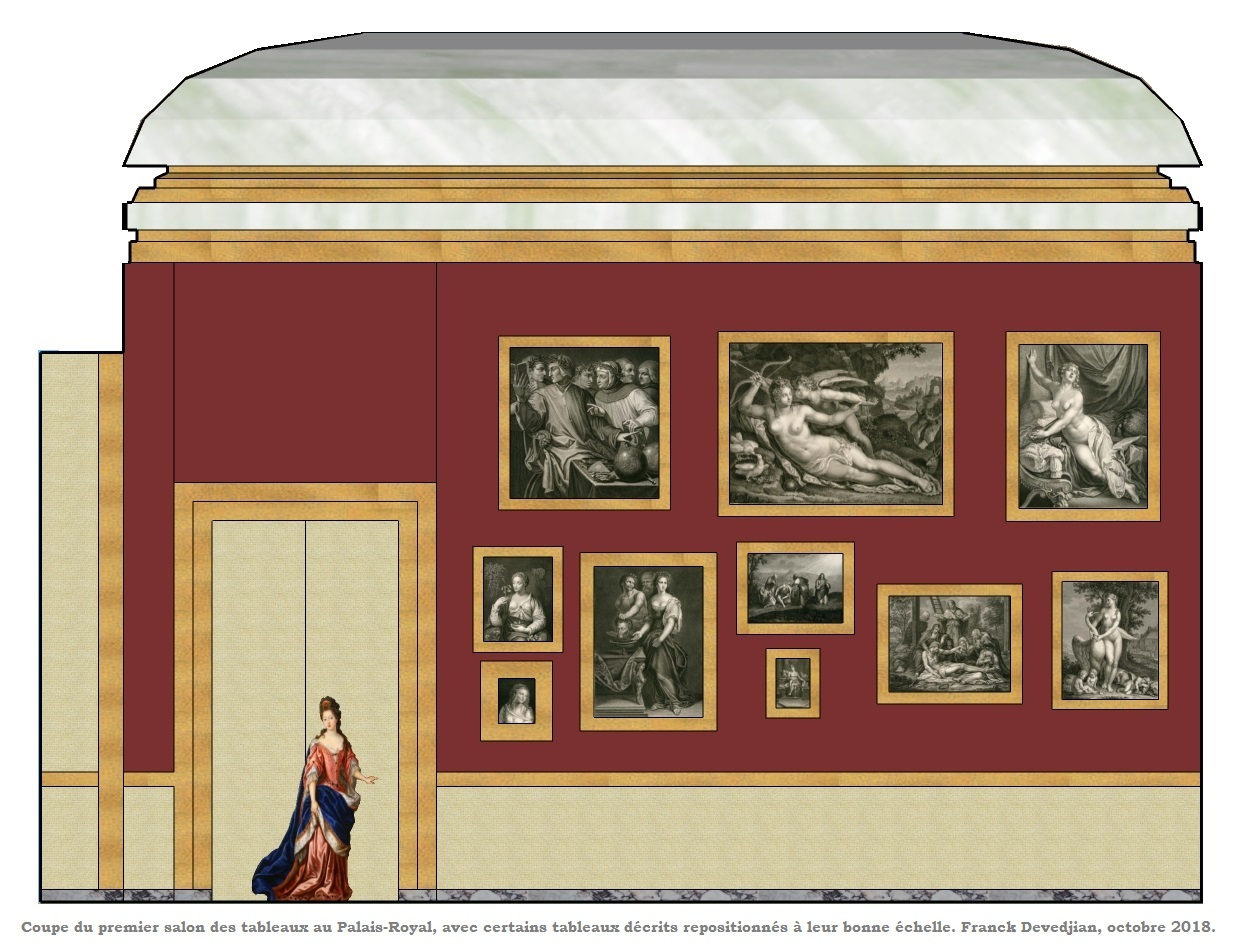
Coupe du premier salon des tableaux au Palais-Royal, avec certains tableaux repositionnés à leur bonne échelle.

La collection de peintures était placée dans le magnifique cadre du Palais-Royal, demeure des ducs d’Orléans depuis 1692. Philippe II (1674-1723) n'hérita de son père Philippe Ier (1640-1701) que de 15 peintures. Cette « collection » n’était pas tout ce que possédait les ducs, mais seulement la partie exposée au Palais-Royal pour le public. Il hérita ensuite en 1701 des petites mais très belles collections d’Henriette d’Angleterre, la première femme de son père, puis, en 1702, de la collection de « l’amant » de son père, le chevalier de Lorraine. 
Philippe II se mit à véritablement collectionner des tableaux à partir de 1715, l’année où il devint régent à la suite de la mort de son oncle Louis XIV, ayant alors acquis un avantage indéniable dans les négociations. On commença à lui présenter de nombreuses peintures, notamment trois Poésie du Titien (dont une Danaé) qui furent offertes par Philippe V d’Espagne à l’ambassadeur de France, le duc de Gramont, qui les montra ensuite au régent qui les acheta. 
En 1721, Philippe réussit sa plus belle opération, acquérir une partie des tableaux de Christine de Suède, via Pierre Crozat : celui-ci est moins l'intermédiaire ou le courtier du prince, qu'un financier, amateur de tableaux à l'instar de ses frères, condamnés à rembourser d'importantes sommes à l'État dans le cadre de l'opération du visa. Les dessous de cette tractation sont aujourd'hui connues des historiens français : avec la protection du régent, Crozat faisait ses affaires. Les tableaux de la succession de Christine n'arrivèrent au Palais Royal que peu de temps avant la mort du duc. 
La plupart des autres œuvres furent achetées en France, comme La Résurrection de Lazare de Sebastiano del Piombo et certaines aux Pays-Bas ou en Italie, comme la deuxième série des Sept Sacrements de Nicolas Poussin commandée par Paul Fréart de Chantelou, achetée par le cardinal Dubois en 1716 dans une collection néerlandaise. D’autres œuvres viennent des héritiers des cardinaux Richelieu et Mazarin, du cardinal Dubois ; un grand nombre de l’héritier de Colbert le marquis de Seignelay, et des duc de Noailles, Gramont, Vendôme ainsi que d’autres collectionneurs français, soit tout de même plus de 300 tableaux.

### Un premier inventaire
En 1727, paraît à Paris sous la direction de Louis-François Dubois de Saint-Gelais, la Description des tableaux du Palais Royal avec la vie des peintres à la tête de leurs ouvrages qui constitue le premier inventaire de la collection de Philippe d'Orléans, commandé par celui-ci quand il était encore régent, sans doute en prévision de sa mort, et terminé pour son fils, Louis, dédicataire. La table des matières de l'édition de 1737 indique 491 tableaux, répartis sur les murs des différentes pièces du Palais-Royal. Une seule vente notable de tableaux a lieu avant l'inventaire révisé de 1737 : en juin 1727, des tableaux flamands du cabinet du duc partent lors d'enchères organisées à Paris.

### La collection du Palais-Royal après 1737

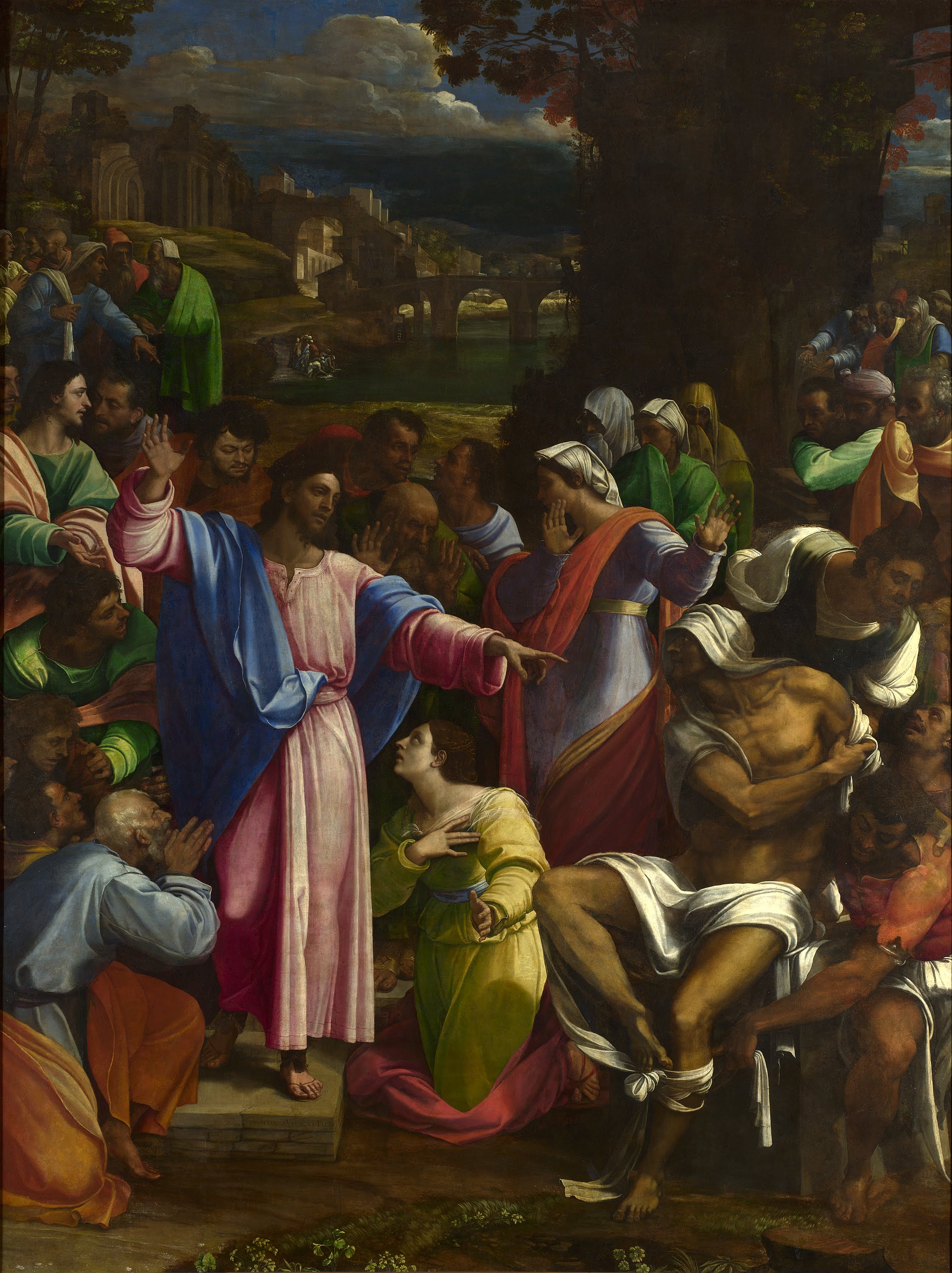
La Résurrection de Lazare (1519)
Sebastiano del Piombo
National Gallery, Londres

Le duc Louis (1703-1752), fils du régent, tombé dans la religiosité, attaque au couteau une des plus belles toiles, Léda et le Cygne du Corrège (aujourd'hui à la Gemäldegalerie de Berlin), et demande au peintre Charles Antoine Coypel de découper (ou « censurer ») trois autres œuvres mythologiques du Corrège en présence de son chapelain, ce qu’il fait, mais, conservant les morceaux, il restaura les toiles par la suite qui furent cédées au collectionneur Louis Pasquier (?-1755) qui les revendit en 1753 non sans les avoir fait restaurer par Jacques-François Delyen. Le Leda alla en 1755 à Frédéric II de Prusse, le Danaë à Venise où il fut volé et vendu à un consul anglais à Livourne, et Jupiter et Io alla dans la collection impériale de Vienne. 
À la différence de son père Louis, très austère, Louis-Philippe d'Orléans (1725-1785), transforme le Palais-Royal et en fait un lieu de fêtes et de réceptions : de nombreux invités peuvent alors admirer cette collection. Le 6 avril 1763, elle échappe de peu à un incendie qui emporte le théâtre. Comme immuables, la plupart des toiles restent accrochées dans les sept salles que compte la galerie principale du palais, construite par Jules Hardouin-Mansart ; cependant, l'on sait que les membres de la famille d'Orléans venaient de temps en temps prélever plusieurs tableaux, les transportant dans leurs appartements privés, remisant les plus anciens, suivant ainsi leur bon plaisir. Ainsi, l'ordre des tableaux établit en 1745 et publié par d'Argenville (Voyage pittoresque à Paris, 1765) se trouva perturbé en 1770 par de nouveaux aménagements du palais : le duc fait alors transporter 115 toiles pour la plupart issues de l'école flamande en son château du Raincy, et seuls les Rembrandt, Rubens, Van Dyck et Jordaens ne changèrent pas de place, restant avec 301 autres tableaux. En 1780, cinq ans avant son décès, le duc nomme son fils, le futur Philippe-Égalité, héritier du Palais et seulement de la gérance de toutes ses collections, et non de leur pleine propriété ; on compte exactement à ce moment-là 416 toiles entre celle du Palais-Royal et du Raincy. 
Les toiles du Palais-Royal étaient exposées les unes à côté des autres dans deux galeries principales et cinq galeries latérales, et les plus petites œuvres (essentiellement néerlandaises et flamandes) se trouvaient dispersées les plus petites pièces du palais. Les deux enfilades de pièces conservaient encore les meubles, la porcelaine et les décorations murales d’origine, lorsqu’elles servaient de salles de réception. Selon un visiteur de 1765 il était alors « impossible d’imaginer quelque chose de plus richement décoré et meublé avec autant d’art et de goût ». Des réarrangements furent faits pour accueillir les peintures, les connaisseurs faisaient notamment l’éloge de la Galerie à la Lanterne dont la coupole diffusait une lumière homogène. Avant 1788, il était facile de venir admirer la collection.
Les toiles étaient exposées non par école ou par sujet mais de manière à maximiser l’effet de juxtaposition, comme on pouvait le voir dans la grande collection privée de Pierre Crozat dans son hôtel particulier de Paris. Le mélange d’œuvres érotiques et religieuses n’était pas du goût de tous les visiteurs. La collection était renommée pour ses peintures italiennes datant de la Haute Renaissance et de la Renaissance tardive, en particulier les œuvres vénitiennes. 

### Le second inventaire: les gravures
À partir de 1785, un abonnement à une série prévue pour comprendre 356 gravures exécutées par Jacques Couché et Jacques Bouillard et traduites des peintures de la collection, est publiée en trois volumes à Paris, puis est abandonnée sous la Terreur. La série fut finalement recueillie sous la forme d’un nouvel album en 1806. Ces tirages ont grandement réduit les doutes autour de l’identité d'une parties des œuvres de l'ancienne collection. Cette collection avait déjà donné lieu à des séries de gravures par le passé, ainsi un tirage gravé des Sept Sacrements de Poussin furent particulièrement populaires parmi la bourgeoisie parisienne des années 1720. On sait par exemple que Benoît Audran le Jeune et le comte de Caylus gravèrent le Recueil Crozat (qui comprenait un ensemble de collections privées) et que Pierre-Jean Mariette en édita le premier volume en 1729, ce qui permet là encore de connaître le contenu originel des collections avant rachat ou dispersion. Enfin, en 1763-1764, parue chez Basan, un Recueil d'après la galerie du palais royal, comprenant 45 estampes tirées d'après la collection de peintures italiennes du duc d'Orléans, et extraites du Recueil Crozat.

### La liquidation
Dès décembre 1785, Louis-Philippe, le nouveau duc d'Orléans, se retrouve aux abois, accablé de dettes, les comptes de sa maison laissant apparaître des pertes colossales, tandis que ses revenus s'élevaient encore à 4,82 millions de livres de rentes en 1790. Que s'était-il passé ? D'abord, l'opération immobilière lancée au début des années 1780 qui consistait à transformer le pourtour des jardins du Palais-Royal en arcades commerçantes se solde par une perte : pour un coût initial total de 12 millions, en 1790, le revenu effectif n'en avait été que de 4, différence couverte par deux séries d'emprunts. Dès 1788, il est forcé de vendre différentes propriétés sur Paris, dont la valeur est estimée à plus de 3 millions, ventes qui s'étaleront jusqu'en 1793. Entre-temps, la France s'enfonce dans un marasme économique, le Trésor royal est vide, c'est le temps des grandes spéculations boursières et de nombreux créanciers se syndiquent, par peur d'entraîner des faillites en chaîne. Aux portes du Palais, 2 500 personnes se pressent pour réclamer le paiement de leurs intérêts. Le duc avait très tôt fait transformer ses jardins en une sorte de foire, un bazar, où l'on trouvait des tentes abritant des vendeurs de toutes sortes, où la prostitution et le jeu s'étaient développés — la chose n'était pas nouvelle. Aussi, la décision de liquider la collection de tableaux remonte à 1788, soit bien avant la suspension de son allocation royale supprimée en 1790. Cette opération est le résultat de la profonde crise qui affecte l'économie française avant la Révolution. 
Depuis 1778, le duc était en relation d'affaires avec le Britannique Nathaniel Parker-Forth, ayant fonction de fondé de pouvoir, comme en témoigne une correspondance qui a été retrouvée entre les deux. Cette anglomanie prend place dans un contexte délicat sur le plan diplomatique, la France ayant soutenu massivement l'indépendance américaine. Cependant, via Parker-Forth, le duc fait assurer certains de ses biens, négocie des emprunts (entre autres en hypothéquant le château de Saint-Cloud), fait faire des gravures, et séjourne plusieurs fois en Angleterre où il achète une propriété. 
En 1787, un agent travaillant pour le compte de Catherine de Russie rachète au duc sa collection de médailles et d'intailles. C'est là le premier signe de la débâcle des finances ducales qui conduit à la liquidation d'une grande partie de son patrimoine. L'année suivante, Parker-Forth contacte, au nom du duc, James Christie, fondateur de Christie's, qu'il charge d'évaluer la collection de tableaux du Palais-Royal dans le but de la vendre à des acheteurs britanniques. Christie fait le voyage à Paris, évalue l'ensemble à 100 000 guinées (soit un peu moins de 3 millions de livres), somme qu'il doit garantir sous la forme d'un dépôt à la Banque d'Angleterre. Les toiles devaient être acheminées via le port de Rouen vers Londres, aux termes d'un contrat rédigé en anglais signé le 18 septembre 1790. Le dépôt de garantie comprend dès avant septembre 1790 des fonds de souscription au nom du prince de Galles pour 7 000 guinées et de deux de ses frères, les ducs d'York et de Clarence, pour 5 000 chacun. Selon le banquier Dawson Turner, l'opération échoua car aucune somme supplémentaire ne fut trouvée et parce que l'objectif était de destiner la totalité des tableaux inscrits à l'inventaire ducal au profit de la Royal Collection ; or, George III et sa famille ne disposèrent finalement pas des fonds nécessaires.

### 1792-1798: une dispersion complexe

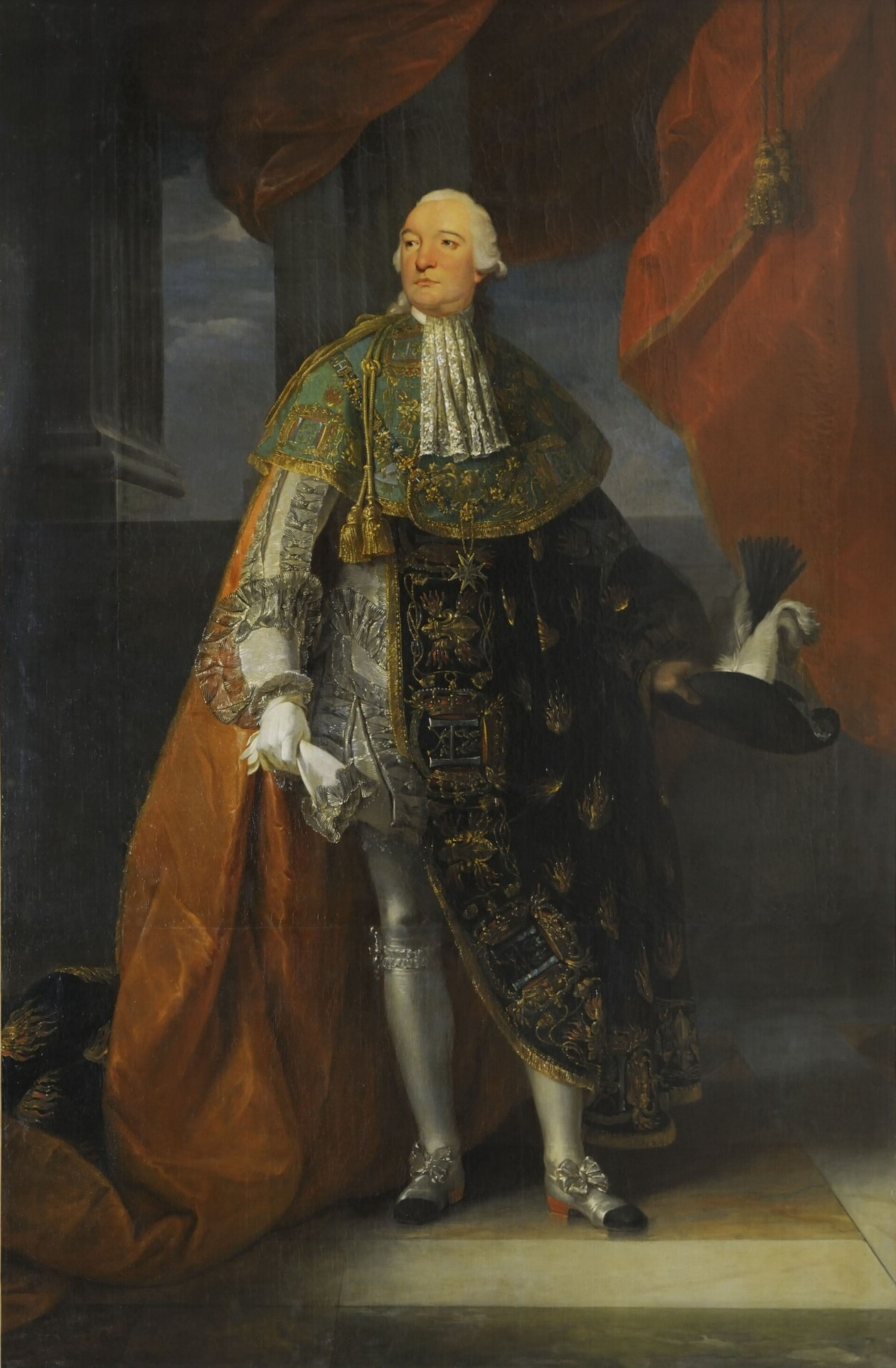
Portrait de Louis Philippe Joseph d'Orléans (1747-1793)
Antoine-François Callet
Château de Versailles

En 1790, la dotation destinée au duc et prévue sur la liste royale est suspendue. Deux ans plus tard, Philippe-Egalité, comme il aime désormais à se faire appeler, de plus en plus aux abois, cède la plus grande partie de sa collection de tableaux à un banquier, Édouard de Walckiers, établi à Bruxelles, pour la somme forfaitaire de 750 000 francs, soit près de quatre fois moins que la somme estimée par Christie en 1790. La question qui divisa les historiens est de savoir si le lot de peintures livré à Walckiers correspondait bien à une partie de l'inventaire de 1788. On spécula sur des dettes de jeu du duc pour expliquer la somme relativement dérisoire offerte par Walckiers ; d'autres, comme Victor Champier (1900) s'efforcèrent de démontrer que les listes divergeaient, que le duc n'avait pas mis tous ses œufs dans le même panier, qu'une vingtaine de toiles, et non des moindres, furent de toute façon saisies au Palais-Royal lors de la confiscation de ses biens après 1793 par les révolutionnaires, tableaux qui se retrouvèrent d'ailleurs dans le Museum initié par Alexandre Lenoir ; malheureusement, Champier ne termina jamais son Histoire de la collection des tableaux du Palais-Royal.  
L'opération de « récolement » est a posteriori en effet complexe et ne peut donner lieu qu'à de nombreuses spéculations. On est certain en revanche que les toiles vendues à Walckiers comprenaient les écoles françaises et italiennes, mais non les écoles flamandes. On est également certain que le duc fractionna sa collection en plusieurs lots : le lôt bruxellois, le lôt Slade (cf. plus loin) et des toiles qu'il conserva ; arrêté en avril 1793, Philippe-Égalité est exécuté à Paris le 6 novembre et ses biens saisis.

#### Le lot Walckiers-Méreville
Printemps 1792, depuis Bruxelles, Walckiers fait emballer à Paris ses toiles et les fait livrer au Havre pour Londres, quand, l'un des fils du banquier Jean-Joseph de Laborde (lequel sera exécuté en 1794), François Louis Jean-Joseph de Laborde de Méréville (1761-1801) les rachète pour son compte au banquier bruxellois contre 900 000 francs ; Walckiers, quant à lui, conserve au moins 32 toiles. Laborde de Méréville diligente le transport pour Londres en juillet 1792, non sans avoir entre-temps, racheté les 32 toiles conservées par Walckiers. Il fait consigner le lôt qui se monte à près de 300 toiles pendant cinq ans, puis fin 1797, ruiné, il se rend à Paris pour tenter d'en vendre une partie, échoue, repart à Londres début 1798. Les toiles françaises et italiennes avaient été sujettes à de complexes manœuvres financières dont une nouvelle tentative soutenue par le roi George III et le Premier ministre William Pitt le Jeune de les acheter pour la Royal Collection (ou éventuellement un nouveau lieu, qui préfigurerait plus tard la National Gallery).
Toujours consignées dans une maison de commerce londonienne, les toiles de Méreville sont finalement achetées durant l'automne 1798 par le marchand d'art Michael Bryan pour la somme de 43 500 livres sterling (plus d'un million de francs de l'époque), grâce à la garantie de trois hommes fortunés, Francis Egerton, 3e duc de Bridgewater, son neveu et héritier, le comte Gower, et Frederick Howard, 5e comte de Carlisle. Gower, qui était peut-être au centre du projet et devait bien connaître la collection ayant été ambassadeur d’Angleterre à Paris, contribua à hauteur de 1/8e de la somme, Carlisle pour le quart et Bridgewater les 5/8e restants. Dans le but de les revendre pour réaliser un bénéfice, Bryan organisa deux expositions. La première, du 26 décembre 1798 à juillet 1799 a lieu à Pall Mall, dans la salle appartenant à Bryan, l'autre dans une salle située au Lyceum. Le but de cette exposition était de vendre les œuvres et le prix d'entrée fut relativement bas (un demi shilling). En voyant la collection pour la première fois William Hazlitt écrivit « Lorsque je vis les peintures, je fus bouleversé... Un nouvel éclairage se fit jour en moi, de nouveaux ciels et une nouvelle terre s'ouvrirent devant moi ». Deux catalogues furent imprimés, celui de la galerie Bryan énumère 138 lots ; celui du Lyceum en compte 157, formant un total de 295 toiles.
Le 14 février 1800, les 74 tableaux qui n'avaient pas trouvés preneurs partirent durant une vente aux enchères. Le résultat fut largement bénéficiaire, s'élevant à plus de 80 000 guinées, soit plus de deux fois la valeur d'achat estimée par Bryan. 
94 des 295 toiles restèrent aux mains du trio Bridgewater-Gower-Carlisle, comme prévu sans doute avant la vente, et elles sont toujours aujourd'hui conservées par les héritiers de ces familles. Cependant ces peintures représentaient plus de la moitié de la valeur de la collection estimée par Bryan.

#### Le lot Slade

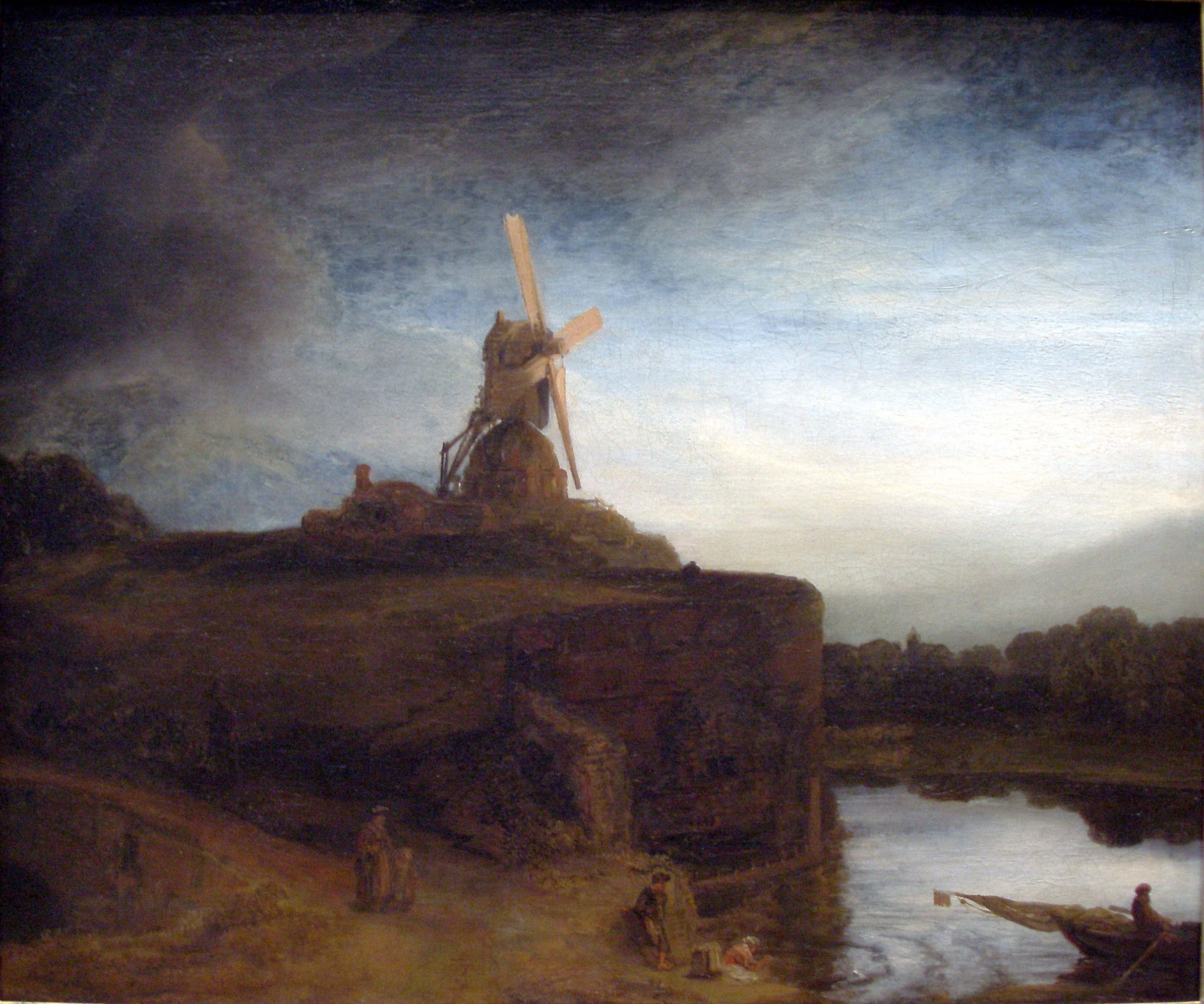
Le Moulin (1645-1648)
Rembrandt
National Gallery of Art, Washington

En mai 1792, le duc d'Orléans entend vendre un deuxième lot, 147 toiles allemandes, néerlandaises et flamandes à un certain Thomas Moore Slade, un courtier britannique, recruté comme expert, par deux banquiers de Londres, Morland et Hammersley, et George, 7e lord Kinnaird (1754-1805) : la transaction est couverte à hauteur de
50 000 £ garantie par la maison de banque de Jean-Frédéric Perregaux, généralement associé aux affaires du duc. La première expertise a lieu le 6 juin, l'agitation parisienne est à son comble, et Slade échoue, le duc n'acceptant pas le chiffre proposé, inférieur à ce qu'avait évalué son propre conseiller. La seconde réussit car le duc était entretemps pressé par tous ses créanciers. Les toiles furent, non sans mal, amenées à Londres pour être vendues. Il y eut à Paris des protestations de la part des artistes et du public français, ainsi que des créanciers du duc. Slade trouva alors plus prudent de dire aux Français que les toiles seraient acheminées par voie terrestre vers Calais, mais en fait il les fit sortir furtivement une nuit, chargées sur un bateau accosté en berge de Seine et descendu jusqu'au Havre. Ces peintures furent mises en vente au 125 Pall Mall, en avril-mai 1793 où l'on atteignit 2 000 visiteurs par jour à 1 shilling l'entrée.
Un catalogue fut édité à Londres au moment de l'exposition-vente, par l'éditeur J. Smeeton : il propose 259 lots, ce qui est largement supérieur à ce que le duc avait prévu d'initialement céder à Slade. Pour Champier, les ventes de 1793 et 1800 induisent 554 toiles, ce qui est largement supérieur au 417 toiles qu'il estime vendues par le duc avant sa mort. Il en conclut que les vendeurs ont agrégé aux deux séries de ventes des toiles qui n'avaient rien à y faire. D'où venaient-elles ? Le marché londonien à l'époque était inondé, entre autres, par deux autres collections : l'une venant de la France elle-même, de familles émigrées ; et l'autre venant des invasions françaises des Pays-Bas et de l'Italie (dont Rome en 1802). Comme c'est souvent le cas avec les anciens collectionneurs, leurs choix de garder ou vendre les œuvres semblent étranges aujourd'hui : les deux Michel-Ange furent vendues aux enchères pour seulement 90 et 52 guinées. Plusieurs Titien furent vendues mais de nombreuses peintures baroques de l'école de Bologne ainsi que des Raphaël furent gardées. L'unique Watteau partit pour 11 guinées seulement tandis qu'un Carrache était évalué à 4 000 guinées, 33 autres Carrache furent vendues alors que des œuvres attribuées à Giovanni Bellini et au Caravage restaient invendues. L'emplacement actuel de bon nombre de ces œuvres est inconnu et celles-ci sont maintenant attribuées à des artistes moins connus ou des copistes. Dans l'ensemble les prix des plus belles toiles étaient élevés et certaines atteignirent des prix records, qui furent battus seulement un siècle plus tard. 

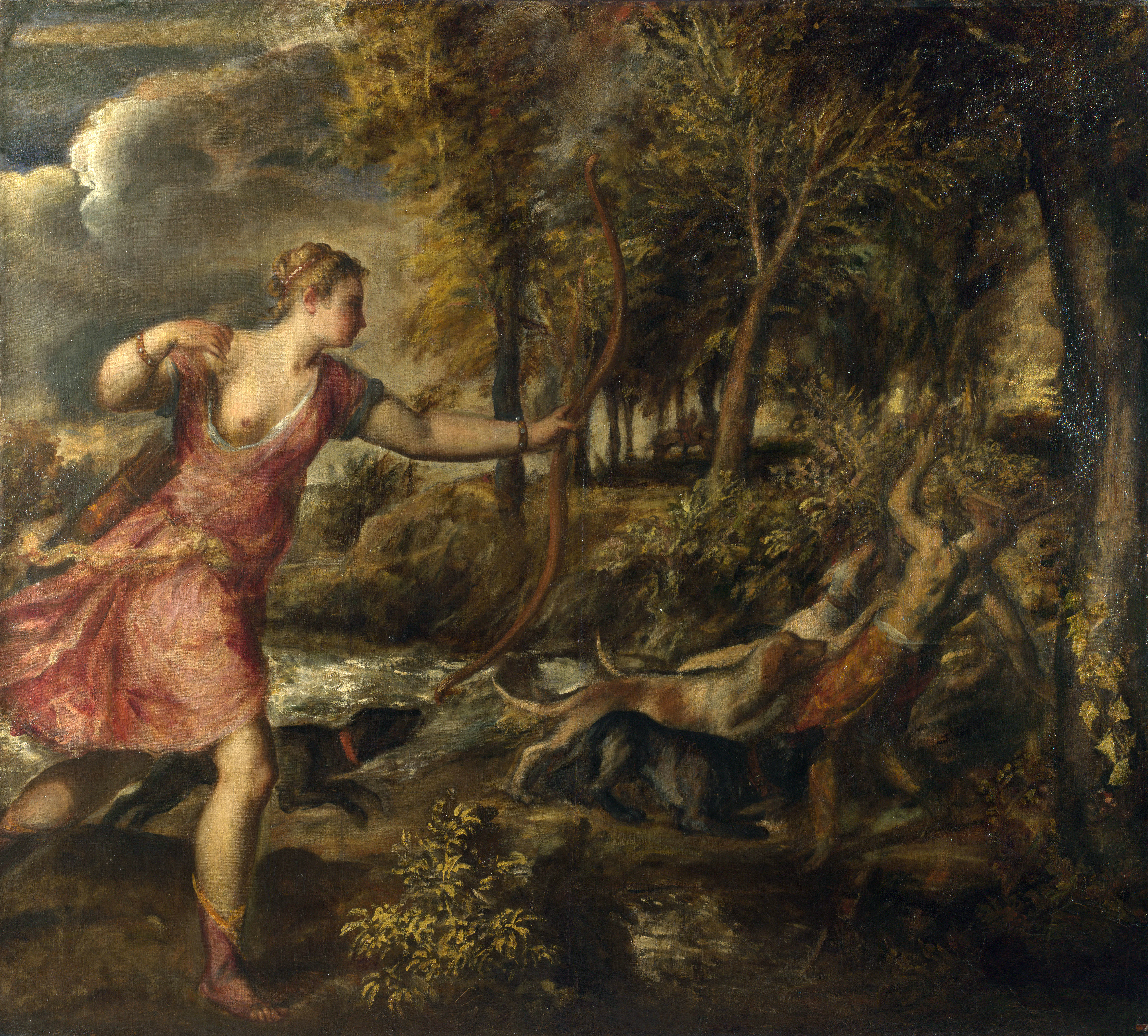
La Mort d'Actéon (1559-1575)
Le Titien
National Gallery, Londres

Les peintures des deux parties de la collection furent achetées par un large éventail de riches collectionneurs pour la plupart anglais, puisque les guerres avec la France rendaient le voyage vers Londres difficile. Les acheteurs principaux sont Thomas Hope, un banquier anglo-néerlandais réfugié à Londres du fait des guerres napoléoniennes, héritier avec son frère Thomas de la banque Hope and Company, qui acheta deux grandes allégories de Véronèse et des œuvres de Michel-Ange, Vélasquez et du Titien ; John Julius Angerstein, un banquier russo-germanique dont la collection fut à l'origine de la National Gallery ; le comte de Darnley ; le comte de Harewood qui acheta La Mort d'Actéon du Titien ; et le comte Fitzwilliam, dont la collection est à l'origine du Fitzwilliam Museum.
Une analyse de Gerard Reitlinger (1961) a tenté de répartir les peintures italiennes et françaises par acheteurs comme suit :
- Aristocrates britanniques : 12 ;
- Marchands : 10, dont 4 députés et 3 chevaliers ; surtout des spéculateurs selon Reitlinger, leurs achats ayant été revendus quelques années plus tard ;
- Négociants : 6, dont Michael Bryan ;
- Banquiers : Hope et Angerstein
- Peintres : 4, à savoir Walton, Udney, Cosway et Skipp ;
- Amateurs d'art : 6, dont William Beckford et le critique Samuel Rogers.

Une répartition qu'il décrit comme « assez contraire à ce qu'on observe en Europe et grotesque par rapport à la situation durant la période pré-révolutionnaire en France », où les principaux collectionneurs étaient les fermiers généraux. On retrouve les mêmes personnalités sur les listes d'acheteurs de peintures du Nord.
Une grande partie des informations sur les ventes vient des Mémoires sur la peinture : histoire chronologique de l'importation des tableaux des grands maitres dans la Grande-Bretagne depuis l'époque de la Révolution française de William Buchanan, publié en 1824 dont les 200 premières pages du premier volume sont destinées à la vente de la collection d'Orléans, listant les œuvres, prix et acheteurs. Buchanan était lui-même responsable de l'importation d’œuvres d'art à partir de 1802, et obtint des informations de négociants d'art. Il présente ses « efforts » dans ce domaine et ceux des autres comme un élan patriotique faisant partie de la grande lutte nationale contre les Français. Nicholas Penny remarque la « différence comique » entre les « paroles retentissantes » de Buchanan sur le sujet et les « lettres d'affaires grossières et mercantiles » qu'il réimprime.

## Origines de certains tableaux de l'ancienne collection d'Orléans
La collection ne contenait pas moins de cinq des Poésies peintes pour Philippe II d’Espagne, dont deux sont maintenant à Édimbourg, deux à Londres (Wallace Collection et National Gallery) et une à Boston. Une série de quatre allégories mythologiques de Véronèse est répartie entre le Fitzwilliam Museum de Cambridge, The Frick Collection et le Metropolitan Museum of Art de New York. Une autre série de Véronèse, les quatre tableaux de l'Allégorie de l'Amour, est au National Gallery, accrochée en dessus de porte dans le salon central où on peut aussi retrouver une plus grande série de Véronèse, trois poésie du Titien et des Corrège.

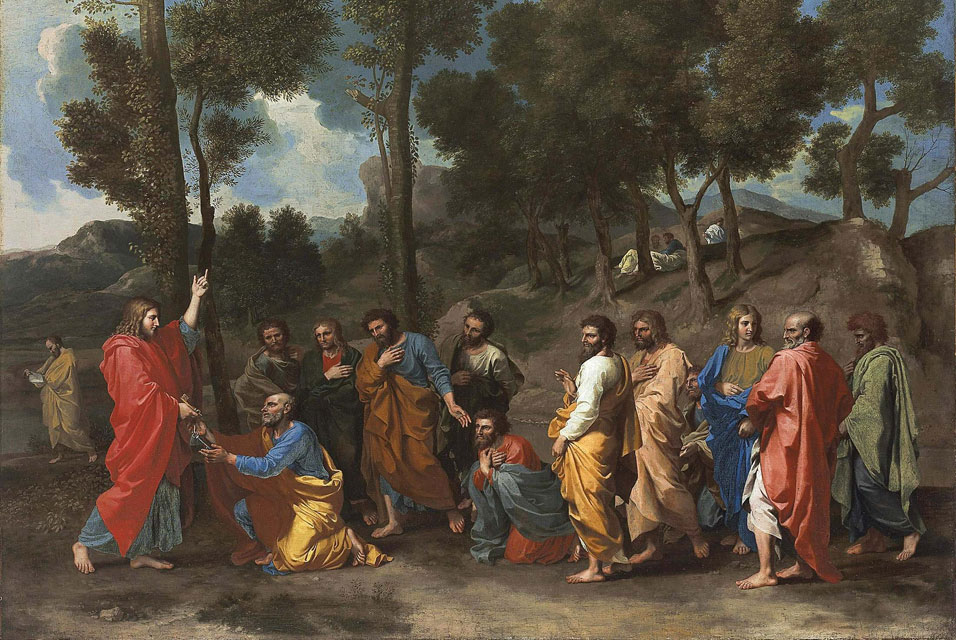
Les Sept Sacrements : L'Ordination (5)
Nicolas Poussin (vers 1630)
Fort Worth, Kimbell Art Museum

La collection comprenait 28 Titien, aujourd’hui pour la plupart vus comme des œuvres d’atelier mais aussi plusieurs de ses plus belles œuvres, 12 Raphaël, 16 Guido Reni, 16 Véronèse, 12 Tintoret, 25 Annibale Carrache et 7 Ludovic Carrache, 3 œuvres majeures du Corrège et dix autres qui ne lui sont plus attribuées, 3 du Caravage. Quant aux 2 tableaux de Michel-Ange et aux 3 de Léonard de Vinci, ils ne leur sont plus attribués. Il y avait quelques pièces du XVe siècle, dont un Giovanni Bellini. Les problèmes d'attribution au sein même de la collection reflètent, rétrospectivement, la confusion qui régnait à l'époque, comme en témoigne l'inventaire des Vélasquez : les toiles qui lui avaient été attribuées en 1788 étaient, certes, de très bonne qualité mais  étaient en réalité de la main d’autres artistes, comme Orazio Gentileschi. D'autres réattributions sont effectives au cours du XIXe, comme pour ces trois toiles attribuées à Léonard de Vinci, lesquelles ouvrent le recueil Couché (1786-1808), Portrait d'une femme inconnue, La Colombine et Hérodias, ces deux dernières étant reconnues comme de Francesco Melzi et Cesare da Sesto.
Les œuvres françaises, relativement rares dans le catalogue, comprenaient la fameuse série des Sept Sacrements et cinq autres toiles de Nicolas Poussin. Il y avait des peintures de Philippe de Champaigne aujourd’hui à la Wallace Collection et au Metropolitan Museum of Art, et un Eustache Le Sueur qui fut trouvé au-dessus d’une porte au Naval and Military Club et est maintenant à la National Gallery. Les œuvres flamandes étaient essentiellement de Rubens avec 19 peintures dont un ensemble de 12 études aujourd’hui dispersées à travers le monde, 10 Van Dyck, et 9 David Teniers. Les œuvres néerlandaises étaient composées de 6 Rembrandts, 7 Caspar Netscher et 3 Frans van Mieris, ces deux derniers étant plus admirés à l’époque que de nos jours. Il y avait également 3 Dous et 4 Wouwermans.

### Les tableaux de Christine de Suède

Portrait de Christine de Suède
Sébastien Bourdon
huile sur toile,
Nationalmuseum, Stockholm, (Suède)

Le cœur de la collection d'Orléans est constitué des 123 tableaux provenant de la collection de la reine Christine de Suède, qui elle-même avait été assemblée durant la guerre de Trente Ans à partir du butin des troupes suédoises à Munich en 1632 et à Prague en 1648. Les peintures confisquées par les armées suédoises au château de Prague avaient pour la plupart été réunies par le collectionneur obsessionnel Rodolphe II du Saint-Empire (1552-1612). Parmi les achats de l'empereur, on trouvait la célèbre collection du ministre de l’empereur Charles Quint, le cardinal Granvelle, qualifié de « plus grand collectionneur privé de son temps, l’ami et mécène du Titien, de Leone Leoni et de nombreux autres artistes » dont son protégé Antonio Moro ; Rodolphe avait forcé le neveu et héritier de Granvelle à lui céder cette collection. Les Suédois prirent seulement la plus belle partie de la collection des Habsbourgs, comme le démontrent les œuvres restées à Vienne, Madrid et Prague. Le gros du butin demeura en Suède après le départ en exil de Christine de Suède : elle ne prit que 70 à 80 tableaux avec elle, dont près de 25 portraits d’amis et de membres de sa famille, 50 peintures principalement italiennes venant du pillage de Prague, 72 tapisseries, ainsi que des statues, bijoux et autres œuvres d’art. Inquiète que les collections royales soient réclamées par son successeur, elle les envoya par précaution en bateau à Anvers avant d’abdiquer. Christine de Suède agrandit fortement sa collection lors de son exil à Rome : on peut citer les cinq éléments de la prédelle du Retable Colonna de Raphaël, qui furent achetés dans un couvent près de Rome. Apparemment elle se vit offrir La Mort d’Actéon de Titien par le plus grand collectionneur de l’époque, l’archiduc Léopold-Guillaume de Habsbourg, vice-roi de Bruxelles. Elle reçut de nombreux cadeaux de la part de la monarchie catholique après sa conversion, et en donna aussi beaucoup d’autres, notamment les panneaux d’Adam et Ève de Dürer à Philippe IV d’Espagne (musée du Prado). À sa mort, elle léguât sa collection au cardinal Decio Azzolino qui mourut dans l’année, laissant cette collection à son neveu qui la vendit à Livio Odescalchi, commandant de l’Armée papale. Cette collection était alors composée de 275 peintures dont 140 d'origine italienne. En 1713, un an après la mort d’Odescalchi, son héritier entama de longues négociations avec l’expert et collectionneur français Pierre Crozat, intermédiaire du Régent. La vente fut conclue et les peintures délivrées en 1721. Les experts français se plaignirent que Christine de Suède avait fait recadrer plusieurs peintures pour qu'elles puissent rentrer sous ses plafonds et par trop restaurer certaines des plus belles pièces, notamment celles du Corrège et de Carlo Maratta.

### Tableaux de lamaison de Gonzague

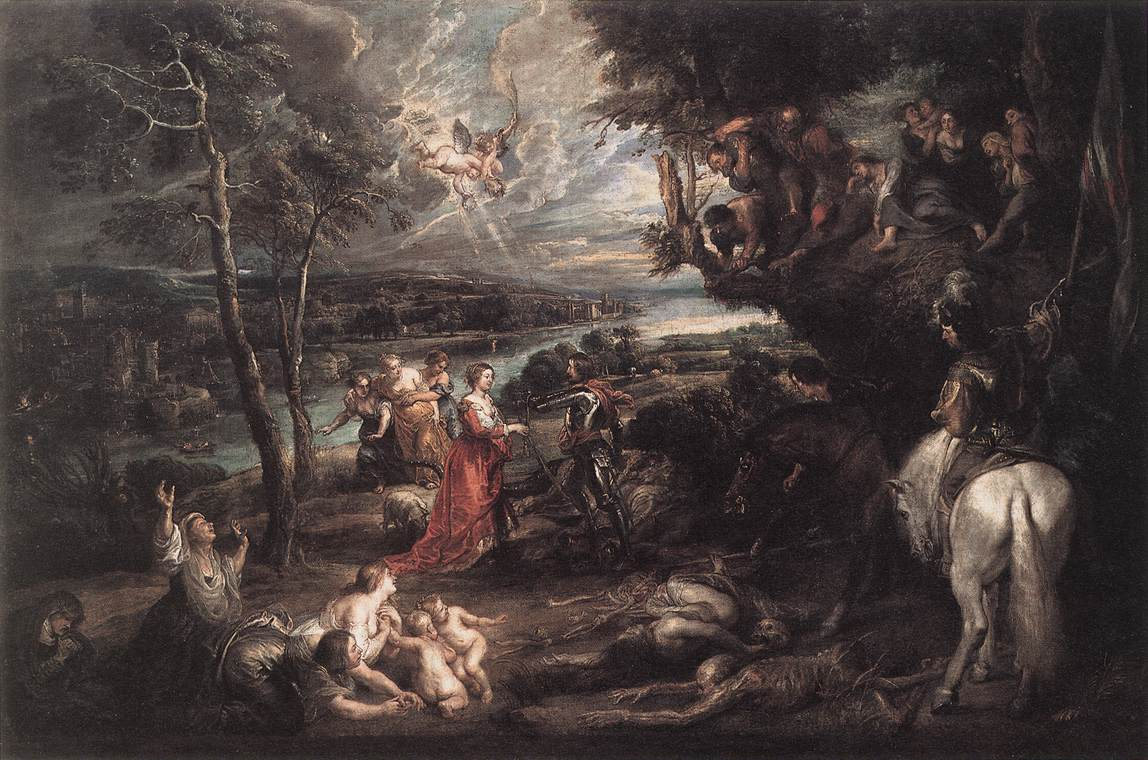
Paysage avec saint George et le Dragon (1630)
Peter Paul Rubens
Royal Collection, château de Windsor

Une autre collection qui a vu son histoire embrasser la collection d’Orléans est celle des Gonzague de Mantoue, notamment François II et son fils Frédéric II. Ils avaient comme artistes attachés à leur cour Andrea Mantegna et Giulio Romano, et commandaient des œuvres auprès de Titien, Raphaël, Le Corrège et d'autres. Certaines de ces œuvres furent offertes à Charles Quint, Mantoue étant membre du Saint-Empire. L'un des plus prestigieux cadeaux fut la suite mythologique du Corrège, détériorée plus tard à Paris par le fils du Régent. Au début du XVIIe siècle la dynastie Gonzague étant sur le déclin, la majeure partie de leur collection d'art est achetée par Charles Ier d'Angleterre en 1625-27. Les autres achats notables de Charles furent Les Cartons de Raphaël et de nombreux dessins de Léonard de Vinci, et ses plus belles commandes furent passées auprès de Rubens et Van Dyck. Lorsque sa collection de peintures fut saisie et vendue après son exécution en 1649 par le Commonwealth d'Angleterre, on la considérait comme une des plus belles hors d'Italie. 
Quelques peintures de Mantoue passèrent donc de Prague à la collection d'Orléans via Christine de Suède, pendant que d'autres furent achetées par des collectionneurs français à Londres durant la Vente des derniers biens des rois en 1650, œuvres qui se retrouvèrent plus tard au Palais-Royal. Par exemple, L'Enfance de Jupiter de Giulio Romano, achetée à Mantoue, quitta la collection de Charles Ier pour la France, passa par la Collection d'Orléans et les ventes de Londres et après un retour en France fut finalement achetée par la National Gallery en 1859. D'autres peintures de la même série furent rachetées pour la Royal Collection en 1660 : Charles II d'Angleterre était capable d'exercer des pressions pour tenter de récupérer auprès des acheteurs anglais une partie de la collection de son père mais les œuvres parties à l'étranger se trouvaient hors d'atteinte. Un des plus importants Rubens de Charles Ier, Paysage avec saint George et le Dragon, passa via les ducs de Richelieu au Palais-Royal, puis,  revendu à Londres, il fut acheté pour la Royal Collection par Georges IV en 1814.

## Destin de certains tableaux

### La collection Bridgewater

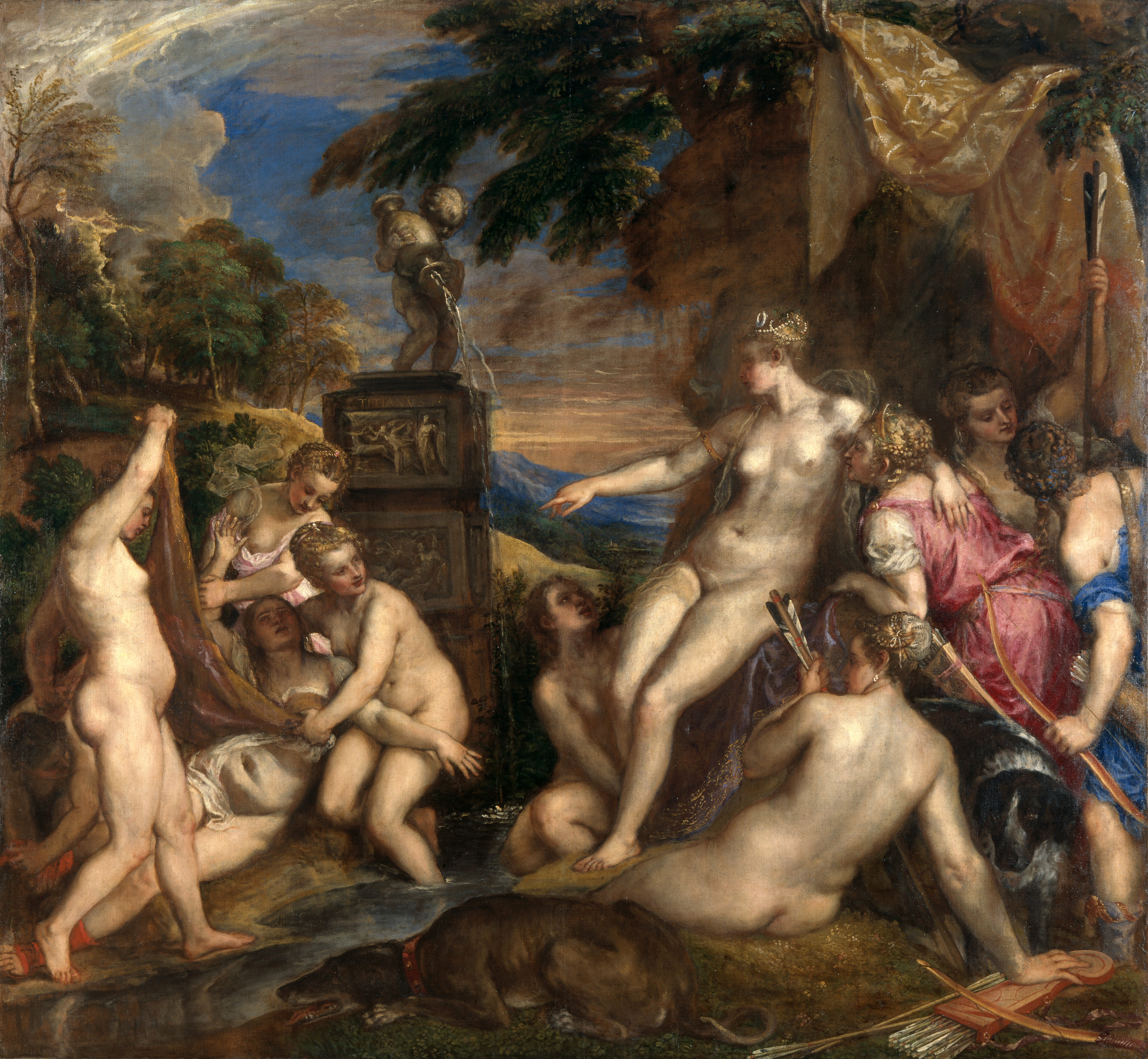
Diane et Callisto (1556-1559)
Le Titien
National Gallery, Londres et Galerie nationale d'Écosse, Édimbourg

À la mort de Bridgewater, cinq ans après ses achats, il légua sa collection à Gower qui l'exposa avec la sienne à la Bridgewater House (Westminster, Londres) où elle resta visible. La collection comprend alors plus de 300 peintures, dont 50 venant des Orléans. On l'appelle la « Stafford Gallery », puis, après les travaux de 1854, elle prend le nom de « Bridgewater Gallery ». L'ouverture au public se fit en 1803, seulement le mercredis après-midi, réservé aux membres de la famille, à leurs amis, ou alors sur lettre de recommandation ou bien en tant que membre de la Royal Academy. 
Les peintures d'Angerstein étaient également exposées dans sa maison de Pall Mall, qui devint en 1824, le premier bâtiment de la National Gallery. Lorsque la Seconde Guerre mondiale éclata en septembre 1939, la collection fut déménagée en Écosse. Depuis 1946, 26 peintures, dont 16 issues de la collection d'Orléans, connues comme le « prêt de Bridgewater » ou le « prêt de Sutherland » sont exposées à la Galerie nationale d'Écosse d’Édimbourg, bien que jusqu'en 2008 cinq d'entre elles aient été entre-temps achetées par l'institution.

### L'affaire Sutherland
Les tableaux achetés en 1800 par Bridgewater/Gowen sont conservés par leurs descendants. Le dernier héritier en date, Francis Egerton, 7e duc de Sutherland, en août 2008, annonce son souhait de vendre quelques œuvres afin de « diversifier ses revenus ». Il propose d'abord Diane et Callisto et Diane et Actéon du Titien à la National Gallery pour 100 millions de £, soit au tiers de la valeur estimée à l'époque. La National Gallery of Scotland et la National Gallery de Londres joignent alors leurs forces pour tenter de réunir cette somme, avec l'aide du  National Heritage Memorial Fund et du Art Fund : 50 millions pour l'achat de Diane et Actéon réparti sur trois ans puis 50 millions pour Diane et Callisto de la même manière jusqu'en 2013. La campagne obtint l'appui d'une partie de la presse mais certains critiques d'art s'en prirent aux motivations réelles du duc, entre autres John Tusa (en) et Nigel Carrington (en), membres de l'Université des arts de Londres, notamment parce qu'une telle somme finirait par alourdir le budget public au détriment des étudiants en art. En 2009, les 50 premiers millions sont réunis et partagés entre Édimbourg et Londres, tous les cinq ans. Les 50 autres millions sont levés plus péniblement en 2012, grâce à une campagne massive d'appel aux dons, et Sutherland fait même l'effort d'abaisser son prix à 45 millions.

### Une collection traçable?
La connaissance de l'origine d'un tableau et de son histoire, est aujourd'hui rendue nécessaire voire obligatoire étant donné le volume des transactions et du trafic du marché de l'art au niveau mondial, et donc des abus possibles. Si un tableau porte la mention, dans la notice qui l'accompagne, « ancienne collection d'Orléans », il y a de fortes probabilités pour qu'il se trouve mentionné et décrit soit dans l'inventaire de 1737 et/ou dans celui de 1788 : l'acheteur peut vérifier par lui-même le fait, sous réserve que les descriptions concordent. Comme il l'a été démontré plus haut, des abus ont été commis en 1793, 1798, 1800 voire plus tard, et ce pour des raisons mercantiles, dans un contexte post-révolutionnaire extrêmement trouble. Le label « Orléans » n'était pas lui-même une garantie en soi : de nombreux tableaux avaient été mal attribués du temps des ducs, qui ne possédaient pas l'expertise scientifique dont nous disposons depuis (ainsi par exemple de nombreux tableaux attribués à Rembrandt ont été depuis déclassés). Par ailleurs, les Orléans possédaient outre des tableaux, une quantité impressionnante d'objets, qu'il ne faut pas confondre avec les tableaux. Champier (1900) rappelle que dès 1815, Louis XVIII restituait aux Orléans non seulement le Palais-Royal, mais aussi de nombreux objets entreposés par exemple au musée des monuments français. Enfin, une dernière vente eut lieu en 1816 à la British Institution, on y exposa les restes de ce qui fut sans doute la plus prestigieuse collection du XVIIIe siècle.
Localisation :
- National Gallery, Londres : au moins 25 œuvres, dont celles en prêt
- Galerie nationale d'Écosse, Édimbourg : 16 œuvres, dont celles en prêt
- Wallace Collection, Londres : 6 œuvres
- Metropolitan Museum of Art, New York : au moins 3 œuvres (un Raphaël, un Philippe de Champaigne, un Véronèse)
- National Gallery of Art, Washington : 4 œuvres de Rembrandt, Louis Carrache, Sébastien Bourdon et Cossier
- The Frick Collection, New York : 2 Véronèse, 2 portraits de Frans Snyders et sa femme par Van Dyck

Et bien d'autres à Berlin, Vienne, Dresde, Malibu, Paris, Rome, Boston, Tokyo, Kansas City...

## Annexe